# De Nardi
El De Nardi (código UCI: DEN) fue un equipo ciclista italiano profesional. La formación desapareció en 2004 tras su integración en el Domina Vacanze de cara a conseguir una licencia UCI ProTour.

## Historia del equipo
El equipo se creó en 2003 tras su fusión con los humildes equipos de 2.ª División del De Nardi-Pasta Montegrappa de Eslovaquia y el Team Colpack de Italia, llamándose esa temporada De Nardi-Colpack-Astro.

### 2003
A pesar de ser un equipo de 2.ª División lograron invitación para participar en el Giro de Italia donde Serhiy Honchar ganó la contrarreloj de la última etapa y además fue tercero en la de la 15.ª etapa, consiguiendo la 8.ª posición en la clasificación general. Otros de los corerdores que destacaron fueron Matteo Carrara con 4 victorias y Michele Gobbi con 3 victorias, consiguiendo entre esos tres 9 de los 11 triunfos del equipo durante el año 2003.

### 2004
Tras sus buenos resultados obtenidos la temporada anterior ascendieron a 1.ª División y de nuevo participaron en el Giro de Italia siendo de nuevo Serhiy Honchar protagonista no solo en las etapas contrarreloj (ganó la 13.ª) sino además acabando segundo en la clasificación final. También destacó Simone Cadamuro con 3 victorias del total de las 8 del equipo.

### Integración en el Domina Vacanze
Debido a la nueva estructura del ciclismo el equipo apenas tenía opciones de aspirar a una licencia UCI ProTeam y aún menos tras la retirada del patrocinio de De Nardi. Sin embargo, parte de su estructura pudo recalar en el Domina Vacanze equipo que aspiraba a esa licencia tras ser uno de los mejores de 2.ª División, que a pesar de perder a gran parte de sus figuras ficharon a otros corredores destacados incluyendo a la mayoría de los del De Nardi y sus directores deportivos. Así recalaron en el Domina los ex-De Nardi Ruggero Borghi, Simone Cadamuro, Sergio Ghisalberti, Michele Gobbi, Enrico Grigoli, Serhi Honchar, Matej Jurčo, Mirco Lorenzetto, Rafael Nuritdinov, Carlo Scogniamilo, Alessandro Vanotti, Giovanni Visconti (12 de los 19 ciclistas del equipo) y Gianluigi Stanga, Antonio Bevilacqua y Oscar Pellicioli (3 de los 4 directores deportivos del equipo). Finalmente ese equipo si obtuvo la licencia UCI ProTeam.

## Material ciclista
El equipo utilizó bicicletas Fausto Coppi.

## Clasificaciones UCI
La Unión Ciclista Internacional elaboraba el Ranking UCI de clasificación de los ciclistas y equipos profesionales.
A partir de 1999 y hasta 2004 la UCI estableció una clasificación por equipos divididos en tres categorías (primera, segunda y tercera). La clasificación del equipo y de su ciclista más destacado fue la siguiente:
| Año  | Categoría | Clasificación por equipos | Mejor corredor en la clasificación individual | Posición |
| 2003 | Segunda   | 2.º                       | Serhiy Honchar                                | 25.º     |
| 2004 | Primera   | 27.º                      | Serhiy Honchar                                | 46.º     |

## Palmarés
Para años anteriores, véase Palmarés del De Nardi

### Palmarés 2003
| Fechas          | Carreras                                                 | Ganador              |
| 20 de febrero   | 2.ª etapa del Giro de la Liguria                         | Giuseppe Palumbo     |
| 27 de abril     | 4.ª etapa del Giro del Trentino                          | Michele Gobbi        |
| 1 de junio      | 21.ª etapa del Giro de Italia                            | Serhiy Honchar (CRI) |
| 13 de junio     | 5.ª etapa de la Vuelta a Austria                         | Matteo Carrara       |
| 21 de junio     | Gran Premio Industria y Commercio Artigianato Carnaghese | Michelle Gobbi       |
| 29 de junio     | Campeonato de Ucrania Contrarreloj                       | Serhiy Honchar (CRI) |
| 5 de julio      | Criterium de los Abruzzos                                | Matteo Carrara       |
| 11 de agosto    | 2.ª etapa de la Vuelta al Lago Qinghai                   | Matteo Carrara       |
| 12 de agosto    | 2 Giorni Marchigiana-Trofeo Città di Castelfidardo       | Michelle Gobbi       |
| 14 de agosto    | 5.ª etapa de la Vuelta al Lago Qinghai                   | Matteo Carrara       |
| 8 de septiembre | 1.ª etapa del Tour de Polonia                            | Simone Cadamuro      |

### Palmarés 2004
| Fechas       | Carreras                                  | Ganador           |
| 31 de enero  | Doha G. P.                                | Simone Cadamuro   |
| 24 de marzo  | 1.ª etapa de la Settimana Coppi e Bartali | Graziano Gasparre |
| 16 de abril  | Veenendaal-Veenendaal                     | Simone Cadamuro   |
| 22 de mayo   | 13.ª etapa del Giro de Italia (CRI)       | Serhiy Honchar    |
| 24 de junio  | Campeonato de Eslovaquia Contrarreloj     | Matej Jurčo (CRI) |
| 24 de junio  | Campeonato de Uzbekistán en Ruta          | Rafael Nuritdinov |
| 19 de julio  | 3.ª etapa de la Vuelta al Lago Qinghai    | Simone Cadamuro   |
| 28 de agosto | Giro del Friuli                           | Michele Gobbi     |

## Plantilla
Para años anteriores, véase Plantillas del De Nardi

### Plantilla 2004
| Nombre             | Nacimiento | Nacionalidad | Equipo 2003                                   |
| Ruggero Borghi     | 03/06/1970 | Italia       | Mercatone Uno-Scanavino                       |
| Simone Cadamuro    | 28/06/1976 | Italia       | De Nardi-Colpack-Astro                        |
| Graziano Gasparre  | 27/06/1978 | Italia       | De Nardi-Colpack-Astro                        |
| Michelle Giordani  | 27/05/1977 | Italia       | De Nardi-Colpack-Astro                        |
| Michele Gobbi      | 10/08/1977 | Italia       | De Nardi-Colpack-Astro                        |
| Enrico Grigoli     | 22/10/1978 | Italia       | De Nardi-Colpack-Astro                        |
| Serhiy Honchar     | 03/07/1970 | Ucrania      | De Nardi-Colpack-Astro                        |
| Matej Jurčo        | 08/08/1984 | Eslovaquia   | De Nardi-Colpack-Astro                        |
| Mirco Lorenzetto   | 13/07/1981 | Italia       | Neoprofesional                                |
| Devis Miorin       | 24/03/1976 | Italia       | De Nardi-Colpack-Astro                        |
| Rafael Nuritdinov  | 12/06/1977 | Uzbekistán   | De Nardi-Colpack-Astro                        |
| Igor Pugacci       | 05/01/1975 | Moldavia     | Saeco                                         |
| Antonio Rizzi      | 12/04/1978 | Italia       | Formaggi Pinzolo Fiave-Ciarrocchi Immobiliare |
| Andrea Rossi       | 19/04/1979 | Italia       | De Nardi-Colpack-Astro                        |
| Alessandro Vanotti | 16/09/1980 | Italia       | De Nardi-Colpack-Astro                        |

| Stagiaire          | Fecha      | Nacionalidad |
| ------------------ | ---------- | ------------ |
| Sergio Ghisalberti | 10/12/1979 | Italia       |
| Carlo Scognamiglio | 31/05/1983 | Italia       |
| Giovanni Visconti  | 13/01/1983 | Italia       |

1. ↑  Desde el 1 de agosto.